# 阿方索·梅嫩德斯
阿方索·梅嫩德斯·巴林（西班牙語：Alfonso Menéndez Vallín，1966年5月31日—），西班牙男子射箭运动员。他曾代表西班牙参加1992年夏季奥林匹克运动会射箭比赛，获得男子团体反曲弓金牌。